# Гордон Ізмаїл Борисович
Ізмаї́л Бори́сович Гордо́н (нар. 27 грудня 1922, Бахмут — пом. 27 грудня 2008) — поет.

## Біографія
Народився 27 грудня 1922 року в місті Бахмут (з 1924 по 2016 рік — Артемівськ) Донецької області. Був старшим сином у багатодітній родині Гордонов-Червіних. Його батько, виходець із робітничого середовища, мав юридичну освіту, мати працювала вчителькою. Головними сімейними захопленнями були література та театр, що позначилося на творчому розвитку дітей. Письменниками стали не лише Ізмаїл, а й його брати Володимир, Едуард та Гаррі. Також поезією займається його племінниця Олена Гассій, донька Едуарда Борисовича.
У 1932 році сім'я переїхала до Одеси, оселившись на вулиці Ольгівській, неподалік наукової бібліотеки (нині Одеська національна наукова бібліотека імені М. Горького), яка згодом стала улюбленим місцем Ізмаїла Борисовича.
Помер в м. Одесі 27 грудня 2008 року. Похований на другому кладовищі м. Одеси.

## Військова служба
З початком Німецько-радянської війни був мобілізований до лав Червоної армії. Служив рядовим 25-ї Чапаєвської стрілецької дивізії на Південному фронті, брав участь в обороні Одеси. Надалі воював у складі 299-ї стрілецької дивізії, пройшовши бойовий шлях через Угорщину, Югославію та Австрію. Виконував обов’язки командира відділення протитанкових рушниць та батальйонного розвідника. Був двічі поранений і двічі нагороджений солдатською медаллю «За відвагу».

## Професійна діяльність
Мав середню освіту. Працював токарем, шліфувальником, лісорубом, завідувачем клубу. У 1950–1971 роках працював маляром на Одеському судноремонтному заводі.
Літературну діяльність розпочав у 1955 році. Писав російською мовою. Основні теми творчості — 2-а світова війна, її окопна солдатська правда, велич людини. Його поезіям характерні пластичність образів, яскравість асоціативної символіки.

## Творчість
Автор поетичних збірок:
- «Приморська вулиця» (1961)
- «Моїм землякам» (1965)
- «Діалог» (1968)
- «Палуба» (1972)
- «Тамариск» (1977)
- «І серце било на сполох» (1980)
- «Берег Відради» (1982)
- «Солдатський хліб» (1984, книга балад)

Також видав наступні збірки:
- «Ближні млини» (1988, Одеса)
- «Вірші» (1989, Київ)
- «Баллада про дзеркала» (1993, Москва)
- «Вибране» (2003, Москва)

Творча індивідуальність Гордона найповніше виявилася у віршах про людей праці та героїзм радянського народу у Другій світовій війні. Його поезії присвячені робітникам різних професій — «Котельник», «Зварник», «Маляр», «Новий виконроб», «Рибачка», — у яких змальовано трудівників як яскраві особистості, що вносять у працю творче начало.